# Verbrechen aus Leidenschaft (2005)
Verbrechen aus Leidenschaft (Originaltitel: Crimes of Passion) ist ein US-amerikanisch-kanadischer Thriller aus dem Jahr 2005. Regie führte Richard Roy, das Drehbuch schrieb Brad Mirman.

## Handlung
Die bei einem Unternehmen der Finanzbranche angestellte Rebecca Walker zeigt ihren Kollegen Jerry Dennings wegen Vergewaltigung an, dieser wird infolgedessen entlassen. Später wird die Aussage Walkers hinterfragt, worauf Dennings eine hohe Entschädigung erhält.
Es stellt sich heraus, dass Dennings und Walker eine Beziehung haben. Der verheiratete Dennings will seine Ehefrau Shannon verlassen. Er wird von Frank Schaffer erpresst, der im Auftrag des Unternehmens den Fall untersucht. Ein anderer Mitarbeiter des Unternehmens kommt dahinter und fordert von Schaffer die Hälfte des Geldes.
Dennings verlässt Shannon, die er zeitweise verdächtigt, sie habe die Fotos gemacht, die ihn mit Walker zeigen und mit denen er erpresst wurde. Walker will gemeinsam mit ihm das Land verlassen. Dennings tötet den Erpresser und begräbt ihn. Darauf wird er mit Fotos erpresst, die den Mord zeigen.

## Kritiken
Die Zeitschrift TV Spielfilm 6/2008 schrieb, die Handlung des „gewollt doppelbödigen Konfektionskrimis“ sei vorhersehbar.

## Hintergründe
Der Film wurde in Montreal gedreht. Er wurde in Kanada und in den USA im Februar 2005 veröffentlicht.